# ضفدع طلياني
ضفدع طلياني (الاسم العلمي: Rana italica) هو نوع من البرمائيات يتبع جنس الضفدع الحقيقي من فصيلة الضفادع الحقيقية.